# Macierz klatkowa
Macierz klatkowa – rozbiór macierzy na umieszczone obok siebie mniejsze macierze zwane klatkami. Macierz klatkowa powstaje po pogrupowaniu zarówno wierszy i kolumn tak, aby w każdej grupie były przylegające do siebie kolumny albo przylegające wiersze. Pojedynczą klatkę tworzą pola macierzy, dla których wszystkie wiersze należą do jednej grupy i wszystkie kolumny należą do jednej grupy.

## Definicja formalna
Rozważmy macierze:
{\displaystyle A=[a_{ij}]_{i=1,\dots ,n \atop j=1,\dots ,n},B=[b_{ij}]_{i=1,\dots ,m \atop j=1,\dots ,m},C=[c_{ij}]_{i=1,\dots ,n \atop j=1,\dots ,m},D=[d_{ij}]_{i=1,\dots ,m \atop j=1,\dots ,n}.}
Wówczas macierz {\displaystyle E=[e_{ij}]_{i=1,\dots ,n+m \atop j=1,\dots ,n+m}} zdefiniowaną następująco:
{\displaystyle e_{ij}:={\begin{cases}{\begin{matrix}a_{ij},&i\leqslant n,&j\leqslant n,\\b_{i-n\;j-n},&i>n,&j>n,\\c_{i\;j-n},&i\leqslant n,&j>n,\\d_{i-n\;j},&i>n,&j\leqslant n\end{matrix}}\end{cases}}}
nazywamy macierzą klatkową. Macierz {\displaystyle E} można zapisać w postaci
{\displaystyle E:={\begin{bmatrix}A&C\\D&B\end{bmatrix}}.}

## Przykład
Macierz
{\displaystyle P={\begin{bmatrix}1&1&2&2\\1&1&2&2\\3&3&4&4\\3&3&4&4\end{bmatrix}}}
może zostać podzielona na 4 klatki 2×2
{\displaystyle P_{11}={\begin{bmatrix}1&1\\1&1\end{bmatrix}},P_{12}={\begin{bmatrix}2&2\\2&2\end{bmatrix}},P_{21}={\begin{bmatrix}3&3\\3&3\end{bmatrix}},P_{22}={\begin{bmatrix}4&4\\4&4\end{bmatrix}}.}
Podzieloną macierz możemy wówczas zapisać jako
{\displaystyle P_{\mathrm {podzielone} }={\begin{bmatrix}P_{11}&P_{12}\\P_{21}&P_{22}\end{bmatrix}}.}

## Macierz klatkowo-diagonalna
Macierz klatkowo-diagonalna jest macierzą klatkową składającą się z kwadratowych macierzy na przekątnej i zawierającą wyłącznie zera w pozostałych polach. Macierz klatkowo-diagonalna {\displaystyle A} ma postać
{\displaystyle A={\begin{bmatrix}A_{1}&0&\ldots &0\\0&A_{2}&\ldots &0\\\vdots &\vdots &\ddots &\vdots \\0&0&\ldots &A_{n}\end{bmatrix}},}
gdzie {\displaystyle A_{k}} jest macierzą kwadratową.

## Mnożenie macierzy klatkowych
Jeśli rozmiary klatek (ich liczby kolumn i wierszy) w dwóch macierzach klatkowych pasują do siebie, to
{\displaystyle {\begin{bmatrix}A_{11}&A_{12}&\ldots &A_{1m}\\A_{21}&A_{22}&\ldots &A_{2m}\\\vdots &\vdots &\ddots &\vdots \\A_{n1}&A_{n2}&\ldots &A_{nm}\end{bmatrix}}\cdot {\begin{bmatrix}B_{11}&B_{12}&\ldots &B_{1k}\\B_{21}&B_{22}&\ldots &B_{2k}\\\vdots &\vdots &\ddots &\vdots \\B_{m1}&B_{m2}&\ldots &B_{mk}\end{bmatrix}}={\begin{bmatrix}C_{11}&C_{12}&\ldots &C_{1k}\\C_{21}&C_{22}&\ldots &C_{2k}\\\vdots &\vdots &\ddots &\vdots \\C_{n1}&C_{n2}&\ldots &C_{nk}\end{bmatrix}},}
gdzie {\displaystyle C_{ij}=A_{i1}B_{1j}+A_{i2}B_{2j}+\ldots +A_{im}B_{mj}.} Pozwala to na indukcyjne dowodzenie twierdzeń i konstruowanie algorytmów rekursywnych, np. algorytm Strassena.

## Wyznacznik macierzy klatkowych
Niech {\displaystyle \mathbb {K} } będzie ciałem.
- Jeżeli macierz {\displaystyle A\in M_{n\times n}(\mathbb {K} ),B\in M_{m\times m}(\mathbb {K} ),D\in M_{m\times n}(\mathbb {K} )} oraz {\displaystyle \Theta } jest macierzą zerową typu {\displaystyle n\times m} to:
{\displaystyle \det {\begin{bmatrix}A&\Theta \\D&B\end{bmatrix}}=\det(A)\det(B)} (dowód w przypisach[1]).

- Jeżeli macierz {\displaystyle A\in M_{m\times n}(\mathbb {K} ),C\in M_{m\times m}(\mathbb {K} ),D\in M_{n\times n}(\mathbb {K} )} oraz {\displaystyle \Theta } jest macierzą zerową typu {\displaystyle n\times m,} to:
{\displaystyle \det {\begin{bmatrix}A&C\\D&\Theta \end{bmatrix}}=(-1)^{mn}\det(C)\det(D).}